# Norton Commander
A Norton Commander egy DOS vagy OS/2 operációs rendszerek alatt futó fájlkezelő keretprogram. Célja, hogy a DOS parancsait gépelés nélkül (vagy legalábbis minimális gépeléssel) elérhetővé tegye, ráadásul bővíti is a DOS szolgáltatásait. A program széles körben elterjedt, és az ún. kétpaneles fájlkezelők őse, mintapéldánya lett.
Még a DOS-os időkben merült fel a probléma, hogy a sok parancs gépelése, esetenként elgépelése rengeteg időbe telik, a különböző kapcsolók megjegyzése nehézséget okoz, és egyébként is nehézkes az operációs rendszer kezelése, ezért jó volna egy olyan program, ami ezeken a problémákon segít.
A fentiek kiküszöbölésére, illetve csökkentésére találta ki John Socha ezt a DOS keretprogramot, amit a Peter Norton Computing adott ki, ezért lett a neve Norton Commander.
A DOS-ban a programfuttatás úgy történik, hogy az operációs rendszer parancssorába kell beírni az adott futtatható fájl nevét – esetleg az útvonallal együtt, majd le kell ütni az entert. Ugyanez a Norton Commander segítségével úgy történhet, hogy valamelyik panelen ráállunk a fájl nevére, majd entert ütünk, vagy az egérrel kétszer rákattintunk. Az állománynevek és gyakoribb parancsok elgépelésének lehetőségét így küszöböli ki az NC.
A Norton Commander képernyőjén egyszerre két meghajtó fájljai, könyvtárai láthatók. Ez lehetőséget teremt a fájlműveletek egyszerű és hibamentes elvégzésére. Fájlokat, könyvtárakat másolhatunk, törölhetünk, hozhatunk létre, átnevezhetünk, tömöríthetünk, programot futtathatunk stb.
Ma már számos klónja létezik a programnak. Legismertebbek ezek közül a linuxos Midnight Commander (MC) és a windowsos Far Manager, Total Commander (TC; korábbi nevén Windows Commander).

## Érdekesség
A Kisváros filmsorozat 176., A rendszergazda című epizódjában egy hekker az NC-vel zsarolja a rajtaütött rendőröket, hogy felrobbantja a pécsi hőerőművet. A tallózott állományokon entert ütve akar robbantani. A rendőrök el is hiszik neki, ám végül áramtalanítják a számítógépét.